# Preislerův kopec
Preislerův kopec je hora v západních Krkonoších, 1 km severně od osady Rezek a 3 km východně od Rokytnice nad Jizerou. Spolu se severněji umístěným trojvrcholem Vlčí hřeben tvoří rozsochu Vlčí hřbet. Celý hřbet je porostlý smrkovým lesem a až na výjimky bez výhledů. Na vrcholové skalce geodetický bod.

## Přístup
Kolem Vlčího hřbetu vedou dvě značené turistické cesty mezi osadou Rezek a sedlem pod Dvoračkami – západní svah protíná žlutě značená cesta a východní zeleně značená. O něco výše, zhruba po vrstevnici 1050 m, obchází hřeben neznačená cesta. Přímo po hřbetnici sice žádná cesta nevede, ale až na skalnatou severní část se dá poměrně pohodlně přejít.